# Hvetlanda GIF
Hvetlanda GIF, en fotbollsförening från Vetlanda i Småland. Föreningen bildades 1904~. 
2022 spelar A-laget i division 3.

## Historia
Hvetlanda GIF som bildades 1904 har genom åren haft åtta olika idrottsgrenar på programmet. Från början bedrev föreningen friidrott och gymnastik. Fotbollen kom på programmet 1908 då den första fotbollsmatchen spelades mot en annan förening (Järnforsen). Därefter har skidor, bandy, simning, orientering och judo funnits på Hvetlanda GIF:s program. Numera finns enbart fotboll inom föreningens idrottsverksamhet.

### Rekordspelare inom fotbollssektionen
Uppdaterad inför säsongen 2013

#### Flest spelade fotbollsmatcher
Kurt Lager 678 
Hans Källqvist 654
Stig Tjernberg 440
Knut Isaksson 405
Håkan Johansson 356

#### Flest mål
Stig Tjernberg 229
Bengt-Göran Löfgren 204
Lars Jacobsson 200

### Idrottsgrenar som har ingått i verksamheten
Friidrott (1904 - 1979)
Gymnastik (1904 - 1981)
Fotboll (1908 - pågår ännu)
Skidor (1923 - 1981)
Bandy (1927 - 1937)
Simning (1929 - 1939)
Orientering (1935 - 1966)
Judo (1966 - 1981)

## Ungdomssektionen
Hvetlanda GIF har en mycket stor ungdomssektion med mellan 375 och 400 ungdomar i åldrarna 5-15 år. Utöver de aktiva ungdomarna finns också ett 70-tal ungdomsledare. Alla ledare i Hvetlanda GIF erbjuds tränarutbildning av föreningen.

### Vetlanda Fotbollsskola
Hvetlanda GIF ingår i samarbetet "Vetlanda Fotbollsskola" där 12 föreningar samarbetar tillsammans med lokala aktörer för att erbjuda barn i åldrarna 7-12 år en sommarverksamhet med fotboll.
I Vetlanda Fotbollsskola deltar ca 800 barn fördelat på 12 föreningar, ungefär 200 av dessa barn väljer att gå fotbollsskolan i Hvetlanda GIF.
Förutom de 200 deltagarna så aktiverar Hvetlanda GIF också ca: 40 ledare som är i åldrarna 13-18 år.